# Xysticus aletaiensis
Espèce
Xysticus aletaiensis est une espèce d'araignées aranéomorphes de la famille des Thomisidae.

## Distribution
Cette espèce en Chine au Xinjiang et au Kazakhstan au Kazakhstan-Oriental,.

## Description
La femelle holotype mesure 8,00 mm.

## Systématique et taxinomie
Cette espèce a été décrite par Hu et Wu en 1989.

## Étymologie
Son nom d'espèce, composé de aletai et du suffixe latin -ensis, « qui vit dans, qui habite », lui a été donné en référence au lieu de sa découverte, Altay.

## Publication originale
- Hu & Wu, 1989 : Spiders from agricultural regions of Xinjiang Uygur Autonomous Region, China. Shandong University Publishing House, Jinan, p. 1-435.